# Dauphin Lake
Der Dauphin Lake ist ein See im westlichen Manitoba in Kanada nahe der Stadt Dauphin. Er wurde 1739 von François de La Vérendrye nach dem französischen Thronfolger benannt. Der See liegt im Einzugsgebiet des Biosphärenreservates Riding Mountain.

## Lage
Der See hat eine Fläche von 519 km².
Er hat ein Einzugsgebiet von 8417,5 km² und wird vom Mossy River zum 20 km nördlich gelegenen Lake Winnipegosis hin entwässert.
Es wurden im letzten Jahrhundert mehrere Anläufe unternommen, den Wasserspiegel des Sees zu regulieren.
1964 wurde nahe Terin's Landing am Abfluss des Sees der Mossey River Dam errichtet.

Der Stauziel in den Sommermonaten liegt bei 260,54 m.
Der Damm kann während Trockenperioden und niedrigen Wasserständen den Abfluss einschränken.
Bei hohen Wasserständen entfällt jedoch die Regulierungsfunktion und die Abflusskapazität des Flusses übernimmt die Kontrolle.

Der See bietet vielfältige Erholungsmöglichkeiten.
Angeln ist ganzjährig beliebt.
Es gibt Campingmöglichkeiten entlang dem Seeufer sowie eine Reihe von Cottages.